# The Face (Estados Unidos)
The Face es un reality show norteamericana que muestra una competencia de modelaje. La serie es presentada por Nigel Barker, quien previamente participó como jurado en America's Next Top Model. The Face sigue a tres mentoras supermodelos compitiendo entre ellas para conseguir 'the face' (el rostro) de una gran marca. Fue estrenada el 12 de febrero de 2013, en Oxygen. La serie renovó su contrato en abril de 2013, para una temporada de diez episodios, la cual se estrenó el 5 de marzo de 2014. Mientras que Naomi Campbell participó en ambas temporadas, Anne Vyalitsyna y Lydia Hearst reemplazaron a Coco Rocha y Karolina Kurkova como supermodelos y mentoras en la segunda temporada.

## Presentador y Mentoras
| Mentoras         | Temporada | Temporada |
| Mentoras         | 1         | 2         |
| ---------------- | --------- | --------- |
| Naomi Campbell   | ✔         | ✔         |
| Coco Rocha       | ✔         |           |
| Karolína Kurková | ✔         |           |
| Anne V           |           | ✔         |
| Lydia Hearst     |           | ✔         |
| Presentador      | Temporada | Temporada |
| Presentador      | 1         | 2         |
| Nigel Barker     | ✔         | ✔         |

## Proceso de audición
Para la primera temporada, las concursantes que aspiraran a ingresar al show debían prerregistrarse de forma en línea, y allí recibieron un llamado para presentarse en audiciones o enviar una presentación en video. La fecha límite de inscripciones fue 3 de agosto de 2012. El show requería que sus concursantes fueran mayores de 18 años al momento de audiciones. Concursantes de cualquier lugar del mundo podían inscribirse, siempre y cuando contaran con la documentación necesaria para permanecer en el país durante el tiempo de filmación.
Para la segunda temporada, las concursantes debían ser mayores de 18 años a la fecha 3 de septiembre de 2013. Luego de prerregistrarse de forma en línea, las aspirantes debieron presentarse en audiciones llevadas a cabo en Chelsea Studios en Nueva York el 21 de julio de 2013. También podían registrarse enviando videos realizados en forma casera. La fecha límite de inscripciones fue 22 de julio de 2013.

## Temporadas
Mentora de color símbolos
|  | Team Naomi (Temporada 1-2) Team Coco (Temporada 1) Team Karolina (Temporada 1) | Team Anne (Temporada 2) Team Lydia (Temporada 2) |

| Temporada | Episodio | Estreno de la temporada | Final de la temporada | Ganadora       | Finalistas           | Número de concursantes |
| 1         | 8        | 12 de febrero de 2013   | 26 de marzo de 2013   | Devyn Abdullah | Margaux Brooke       | 12                     |
| 1         | 8        | 12 de febrero de 2013   | 26 de marzo de 2013   | Devyn Abdullah | Luo Zilin            | 12                     |
| 2         | 10       | 5 de marzo de 2014      | 17 de mayo de 2014    | Tiana Zarlin   | Afiya Bennett        | 12                     |
| 2         | 10       | 5 de marzo de 2014      | 17 de mayo de 2014    | Tiana Zarlin   | Rachel "Ray" Clanton | 12                     |

## Temporada 1

### Concursantes
| Concursante            | Edad | Ciudad de origen          | Mentora  | Eliminació | Puesto          |
| ---------------------- | ---- | ------------------------- | -------- | ---------- | --------------- |
| Aleksandra Dubrovskaya | 23   | Murmansk, Rusia           | Naomi    | Episodio 2 | 12da            |
| Christy Nelson         | 24   | Atascadero, California    | Karolina | Episodio 3 | 11.ª            |
| Marlee Nichols         | 21   | Los Ángeles, California   | Coco     | Episodio 4 | 10.ª (Abandona) |
| Brittany Mason         | 26   | Anderson, Indiana         | Coco     | Episodio 4 | 9.ª             |
| Madeleine Armstrong    | 23   | Melbourne, Australia      | Karolina | Episodio 5 | 8.ª             |
| Sandra Woodley         | 21   | Philadelphia, Pensilvania | Naomi    | Episodio 6 | 7.ª             |
| Stephanie Lalanne      | 21   | San Francisco, California | Coco     | Episodio 7 | 6.ª/5.ª         |
| Jocelyn Chew           | 20   | Victoria, Canadá          | Naomi    | Episodio 7 | 6.ª/5.ª         |
| Ebony Olivia Smith     | 21   | Indianápolis, Indiana     | Karolina | Episodio 8 | 4.ª             |
| Luo Zilin              | 25   | Shanghái, China           | Naomi    | Episodio 8 | Finalistas      |
| Margaux Brooke Snell   | 21   | Roswell, Georgia          | Coco     | Episodio 8 | Finalistas      |
| Devyn Abdullah         | 21   | Bronx, Nueva York         | Karolina | Episodio 8 | Ganadora        |

- Edades al momento de la filmación.

### Tabla de eliminación
| Ganadora desafío | -     | Zi Lin | Madeleine | Margaux | Ebony  | Stephanie | Zi Lin | -     | -         |  |  |  |  |  |  |  |  |  |  |  |  |  |  |  |  |  |  |  |  |  |  |  |  |  |  |  |  |  |  |  |  |  |  |  |  |
| Devyn            | SIGUE | GANA   | SIGUE     | SIGUE   | SIGUE  | GANA      | GANA   | SIGUE | GANADORA  |  |  |  |  |  |  |  |  |  |  |  |  |  |  |  |  |  |  |  |  |  |  |  |  |  |  |  |  |  |  |  |  |  |  |  |  |
| Margaux          | SIGUE | SIGUE  | SIGUE     | SIGUE   | SIGUE  | RIESGO    | RIESGO | SIGUE | FINALISTA |  |  |  |  |  |  |  |  |  |  |  |  |  |  |  |  |  |  |  |  |  |  |  |  |  |  |  |  |  |  |  |  |  |  |  |  |
| Zi Lin           | SIGUE | SIGUE  | GANA      | GANA    | GANA   | SIGUE     | GANA   | SIGUE | FINALISTA |  |  |  |  |  |  |  |  |  |  |  |  |  |  |  |  |  |  |  |  |  |  |  |  |  |  |  |  |  |  |  |  |  |  |  |  |
| Ebony            | SIGUE | GANA   | SIGUE     | RIESGO  | SIGUE  | GANA      | GANA   | ELIM  |           |  |  |  |  |  |  |  |  |  |  |  |  |  |  |  |  |  |  |  |  |  |  |  |  |  |  |  |  |  |  |  |  |  |  |  |  |
| Jocelyn          | SIGUE | SIGUE  | GANA      | GANA    | GANA   | SIGUE     | ELIM   |       |           |  |  |  |  |  |  |  |  |  |  |  |  |  |  |  |  |  |  |  |  |  |  |  |  |  |  |  |  |  |  |  |  |  |  |  |  |
| Stephanie        | SIGUE | RIESGO | RIESGO    | SIGUE   | RIESGO | SIGUE     | ELIM   |       |           |  |  |  |  |  |  |  |  |  |  |  |  |  |  |  |  |  |  |  |  |  |  |  |  |  |  |  |  |  |  |  |  |  |  |  |  |
| Sandra           | SIGUE | SIGUE  | GANA      | GANA    | GANA   | ELIM      |        |       |           |  |  |  |  |  |  |  |  |  |  |  |  |  |  |  |  |  |  |  |  |  |  |  |  |  |  |  |  |  |  |  |  |  |  |  |  |
| Madeleine        | SIGUE | GANA   | SIGUE     | SIGUE   | ELIM   |           |        |       |           |  |  |  |  |  |  |  |  |  |  |  |  |  |  |  |  |  |  |  |  |  |  |  |  |  |  |  |  |  |  |  |  |  |  |  |  |
| Brittany         | SIGUE | SIGUE  | SIGUE     | ELIM    |        |           |        |       |           |  |  |  |  |  |  |  |  |  |  |  |  |  |  |  |  |  |  |  |  |  |  |  |  |  |  |  |  |  |  |  |  |  |  |  |  |
| Marlee           | SIGUE | SIGUE  | SIGUE     | ABAND   |        |           |        |       |           |  |  |  |  |  |  |  |  |  |  |  |  |  |  |  |  |  |  |  |  |  |  |  |  |  |  |  |  |  |  |  |  |  |  |  |  |
| Christy          | SIGUE | GANA   | ELIM      |         |        |           |        |       |           |  |  |  |  |  |  |  |  |  |  |  |  |  |  |  |  |  |  |  |  |  |  |  |  |  |  |  |  |  |  |  |  |  |  |  |  |
| Aleksandra       | SIGUE | ELIM   |           |         |        |           |        |       |           |  |  |  |  |  |  |  |  |  |  |  |  |  |  |  |  |  |  |  |  |  |  |  |  |  |  |  |  |  |  |  |  |  |  |  |  |

 Team Coco  

 Team Karolina  

 Team Naomi 
     La concursante forma parte del equipo ganador del episodio.
     La concursante estuvo en riesgo de eliminación.
     La concursante fue eliminada de la competencia.
     La concursante abandonó la competencoa.
     La concursante fue finalista.
     La concursante ganadora de The Face.
- El episodio 1 fue el de selección. Las doce finalistas fueron divididas en equipos de acuerdo a la elección de las mentoras.
- En el episodio 4, Marlee abandonó la competencia por problemas personales
- En el episodio 7, ambas concursantes de los equipos perdedores debieron enfrentar a Karolina en la eliminación. Margaux y Zilin were fueron salvadas, mientras que Stephanie y Jocelyn fueron eliminadas.
- En el episodio 8, Zilin, Devyn, y Margaux fueron seleccionadas para avanzar al desfile final mientras que Ebony fue eliminada.

### Campañas
- Episodio 1:  Beauty Shots naturales; 'Transformaciones' auto ejecutadas con accesorios de DKNY  (Casting)
- Episodio 2: En grupos Shipyard para W Magazine
- Episodio 3: Comercial de lencería para Cosabella en equipos
- Episodio 4: Desfile en vestidos de novias para Kleinfeld
- Episodio 5: Look-books para el Lookbook de Marshall's en equipos
- Episodio 6: Comerciales autodirigidos para Opensky.com
- Episodio 7: Entrevistas en alfombra roja conducidas por Wendy Williams
- Episodio 8: Beauty Shots para ULTA

## Temporada 2
Coco Rocha y Karoliná Kurkova optaron por abandonas la serie en su segunda temporada. Fueron reemplazadas por Anne Vyalitsyna y Lydia Hearst. Esta temporada se estrenó el 5 de marzo de 2014.

### Concursantes
| Concursante          | Edad | Ciudad de origen                  | Mentora | Eliminación | Puesto     |
| -------------------- | ---- | --------------------------------- | ------- | ----------- | ---------- |
| Isabelle Bianchi     | 19   | Ginebra, Suiza                    | Anne    | Episodio 1  | 1da        |
| Nakisha Bromfield    | 20   | Bronx, Nueva York                 | Lydia   | Episodio 2  | 11.ª       |
| Kira Dikhtyar        | 24   | Moscú, Rusia                      | Naomi   | Episodio 3  | 10.ª       |
| Alana Duval          | 22   | Brownsville, Texas                | Naomi   | Episodio 4  | 9.ª        |
| Allison Millar       | 19   | Charleston, South Carolina        | Lydia   | Episodio 5  | 8.ª        |
| Khadisha Gaye        | 20   | Dakar, Senegal                    | Anne    | Episodio 6  | 7.ª        |
| Sharon Gallardo      | 24   | Santo Domingo, Dominican Republic | Anne    | Episodio 7  | 6.ª        |
| Amanda Gullickson    | 18   | Charlotte, North Carolina         | Lydia   | Episodio 8  | 5.ª        |
| Felisa Wiley         | 19   | St. Thomas, U.S. Virgin Islands   | Naomi   | Episodio 9  | 4.ª        |
| Rachel "Ray" Clanton | 18   | Miami Lakes, Florida              | Lydia   | Episodio 10 | Finalistas |
| Afiya Bennett        | 18   | Brooklyn, Nueva York              | Naomi   | Episodio 10 | Finalistas |
| Tiana Zarlin         | 20   | San Diego, California             | Anne    | Episodio 10 | Ganadora   |

- Edades al momento de la filmación.

### Tabla de eliminación
| Ganadora desafío | -     | -      | -      | Tiana  | -      | Sharon | -      | -      | -      | -      | -         |  |  |  |  |  |  |  |  |  |  |  |  |  |  |  |
| Tiana            | SIGUE | SIGUE  | SIGUE  | GANA   | GANA   | GANA   | SIGUE  | SIGUE  | RIESGO | GANA   | GANADORA  |  |  |  |  |  |  |  |  |  |  |  |  |  |  |  |
| Afiya            | SIGUE | GANA   | GANA   | SIGUE  | SIGUE  | SIGUE  | GANA   | SIGUE  | GANA   | SIGUE  | FINALISTA |  |  |  |  |  |  |  |  |  |  |  |  |  |  |  |
| Ray              | SIGUE | RIESGO | SIGUE  | RIESGO | SIGUE  | SIGUE  | SIGUE  | GANA   | SIGUE  | RIESGO | FINALISTA |  |  |  |  |  |  |  |  |  |  |  |  |  |  |  |
| Felisa           | SIGUE | GANA   | GANA   | SIGUE  | SIGUE  | RIESGO | GANA   | RIESGO | GANA   | ELIM   |           |  |  |  |  |  |  |  |  |  |  |  |  |  |  |  |
| Amanda           | SIGUE | SIGUE  | SIGUE  | SIGUE  | SIGUE  | SIGUE  | RIESGO | GANA   | ELIM   |        |           |  |  |  |  |  |  |  |  |  |  |  |  |  |  |  |
| Sharon           | SIGUE | SIGUE  | SIGUE  | GANA   | GANA   | GANA   | SIGUE  | ELIM   |        |        |           |  |  |  |  |  |  |  |  |  |  |  |  |  |  |  |
| Khadisha         | SIGUE | SIGUE  | RIESGO | GANA   | GANA   | GANA   | ELIM   |        |        |        |           |  |  |  |  |  |  |  |  |  |  |  |  |  |  |  |
| Allison          | SIGUE | SIGUE  | SIGUE  | SIGUE  | RIESGO | ELIM   |        |        |        |        |           |  |  |  |  |  |  |  |  |  |  |  |  |  |  |  |
| Alana            | SIGUE | GANA   | GANA   | SIGUE  | ELIM   |        |        |        |        |        |           |  |  |  |  |  |  |  |  |  |  |  |  |  |  |  |
| Kira             | SIGUE | GANA   | GANA   | ELIM   |        |        |        |        |        |        |           |  |  |  |  |  |  |  |  |  |  |  |  |  |  |  |
| Nakisha          | SIGUE | SIGUE  | ELIM   |        |        |        |        |        |        |        |           |  |  |  |  |  |  |  |  |  |  |  |  |  |  |  |
| Isabelle         | SIGUE | ELIM   |        |        |        |        |        |        |        |        |           |  |  |  |  |  |  |  |  |  |  |  |  |  |  |  |

 Equipo Anne  

 Equipo Lydia  

 Equipo Naomi 
     La concursante forma parte del equipo ganador del episodio.
     La concursante estuvo en riesgo de eliminación.
     La concursante fue eliminada de la competencia.
     La concursante fue finalista.
     La concursante ganadora de The Face.
- El episodio 1 fue el de selección. Las doce finalistas fueron divididas en equipos de acuerdo a la elección de las mentoras. La primera campaña y su respectiva eliminación, también tuvieron lugar en este episodio.
- En el episodio 5, el equipo de Anne ganó la campaña. Sharon ganó un premio individual, al haber tenido el mejor desempeño del equipo.

### Campañas
- Episodio 1: Para Juicy Couture en una vitrina
- Episodio 2: Photoshoot desnudas para Frédéric Fekkai
- Episodio 3: Desfile para Pamella Roland
- Episodio 4: Comerciales para Alex and Ani
- Episodio 5: Video viral para Liebeskind Berlin
- Episodio 6: Cambio de género para ELLE.com
- Episodio 7: Lencerúa para Fleur du Mal con modelos masculinos
- Episodio 8: Comerciales para diamantes Chopard

## Episodios
| Temporada | Temporada | Episodios | Estreno de la temporada | Final de la temporada |
| --------- | --------- | --------- | ----------------------- | --------------------- |
|           | 1         | 8         | 12 de febrero de 2013   | 26 de marzo de 2013   |
|           | 2         | 10        | 5 de marzo de 2014      | 17 de mayo de 2014    |